# Thladiantha palmatipartita
Thladiantha palmatipartita är en gurkväxtart som beskrevs av An Min g Lu och C.Jeffrey. Thladiantha palmatipartita ingår i släktet berggurkor, och familjen gurkväxter. Inga underarter finns listade i Catalogue of Life.